# Nagy-Eged
Nagy-Eged är ett berg i Ungern.   Det ligger i provinsen Heves, i den norra delen av landet, 110 km öster om huvudstaden Budapest. Toppen på Nagy-Eged är 426 meter över havet.
Terrängen runt Nagy-Eged är platt söderut, men norrut är den kuperad. Runt Nagy-Eged är det ganska tätbefolkat, med 116 invånare per kvadratkilometer. Närmaste större samhälle är Eger, 4,7 km sydväst om Nagy-Eged. Trakten runt Nagy-Eged består till största delen av jordbruksmark.